# ヘンリー・スコット・テューク
ヘンリー・スコット・テューク（Henry Scott Tuke RA、1858年6月12日 - 1929年3月13日）はイギリスの画家である。若い少年の裸の姿を描いた作品で知られる。

## 略歴
イングランド北部のヨークのクエーカー教徒の名家に生まれた。曽祖父のウィリアム・テューク(William Tuke: 1732–1822)は1792年にヨークに近代的、人道的な精神病院を共同創立した人物で、一族には多くの社会活動家がいて、父親のダニエル・ハック・テューク(Daniel Hack Tuke: 1827-1895)は有名な精神科医であった。
1874年にテュークは家族とロンドンに移り、ロンドンのスレード美術学校に入学した。美術学校ではトーマス・クーパー・ゴッチ(1854-1931)と友人になった。美術学校を卒業した後、1880年にイタリアに旅し、1881年から1883年の間はパリで修行し、歴史画の画家、ジャン＝ポール・ローランスに学び、アメリカ人の肖像画家、ジョン・シンガー・サージェントとも知り合った。1880年代にはオスカー・ワイルドのような同性愛的傾向の文学者たちとも親交があった 。
イギリスに帰国した後、コーンウォールの漁村ニューリンで活動したトーマス・クーパー・ゴッチを含む「ニューリン派」と呼ばれる画家たちと活動した。1885年からコーンウォールのファルマスに住み、小さな漁業用のボートを買い、海上で絵を描いて過ごせるように改造し、1890年代になると海で遊ぶ裸の少年たちを描くようになった。代表的な作品には1894年頃の『八月の青』や1902年に展覧会に出展した『ルビー、金、そして孔雀石』などがある。
少年の裸を描いた作品を買う顧客は少なかったが、ロンドンにもスタジオを持ち有名な肖像画家でもあった。テュークが肖像画を描いた人物には、「アラビアのロレンス」として知られるトーマス・エドワード・ロレンスもいる。
1900年にロイヤル・アカデミー・オブ・アーツの準会員に選ばれ、1914年に正会員に選ばれた。
1929年にファルマスで没した。没後忘れられた画家になっていたが、同性愛が認められるようになってきた1970年代以降に再評価された。

## 作品

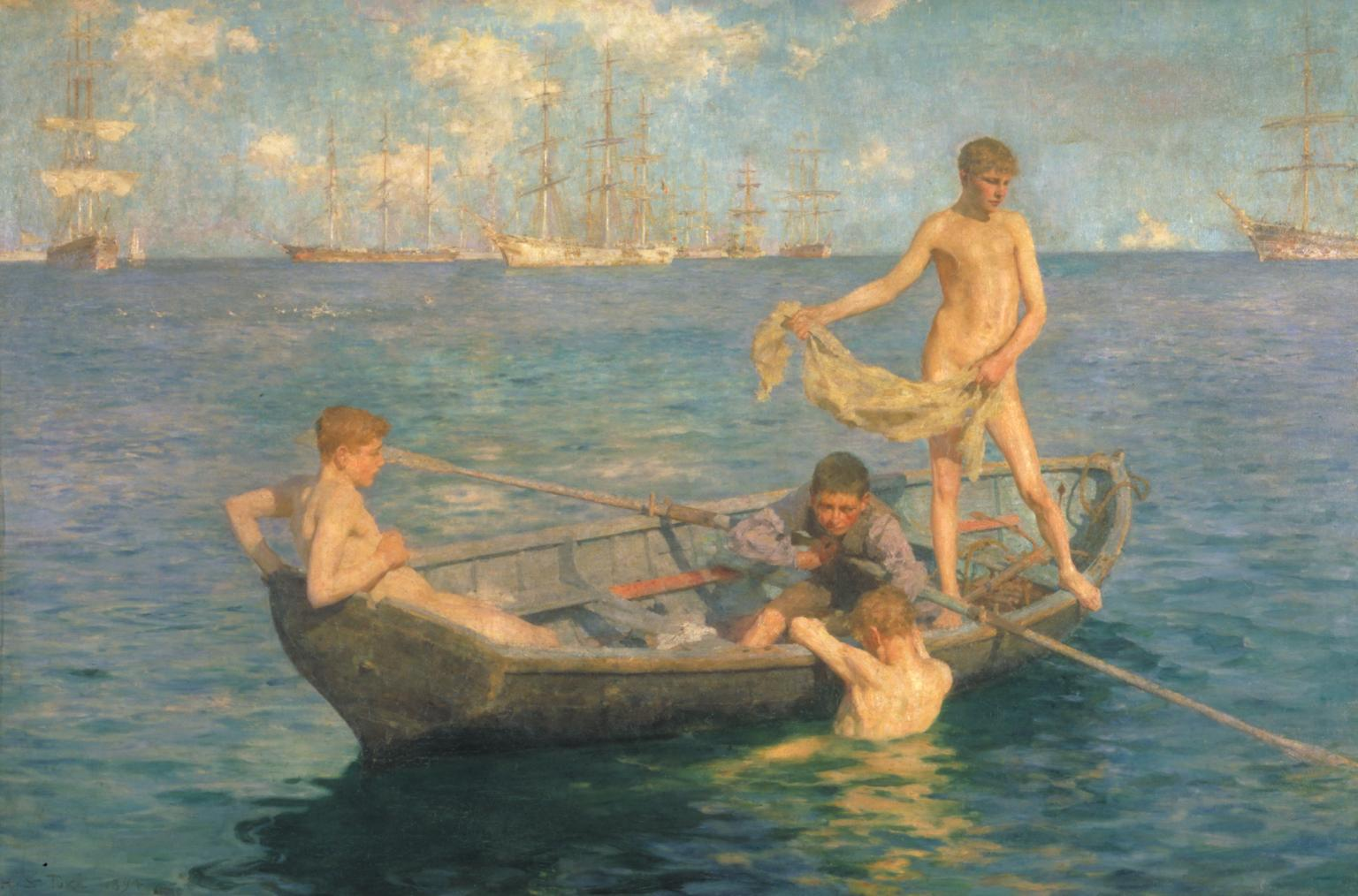
八月の青(1893/1894)、 テート・ブリテン蔵
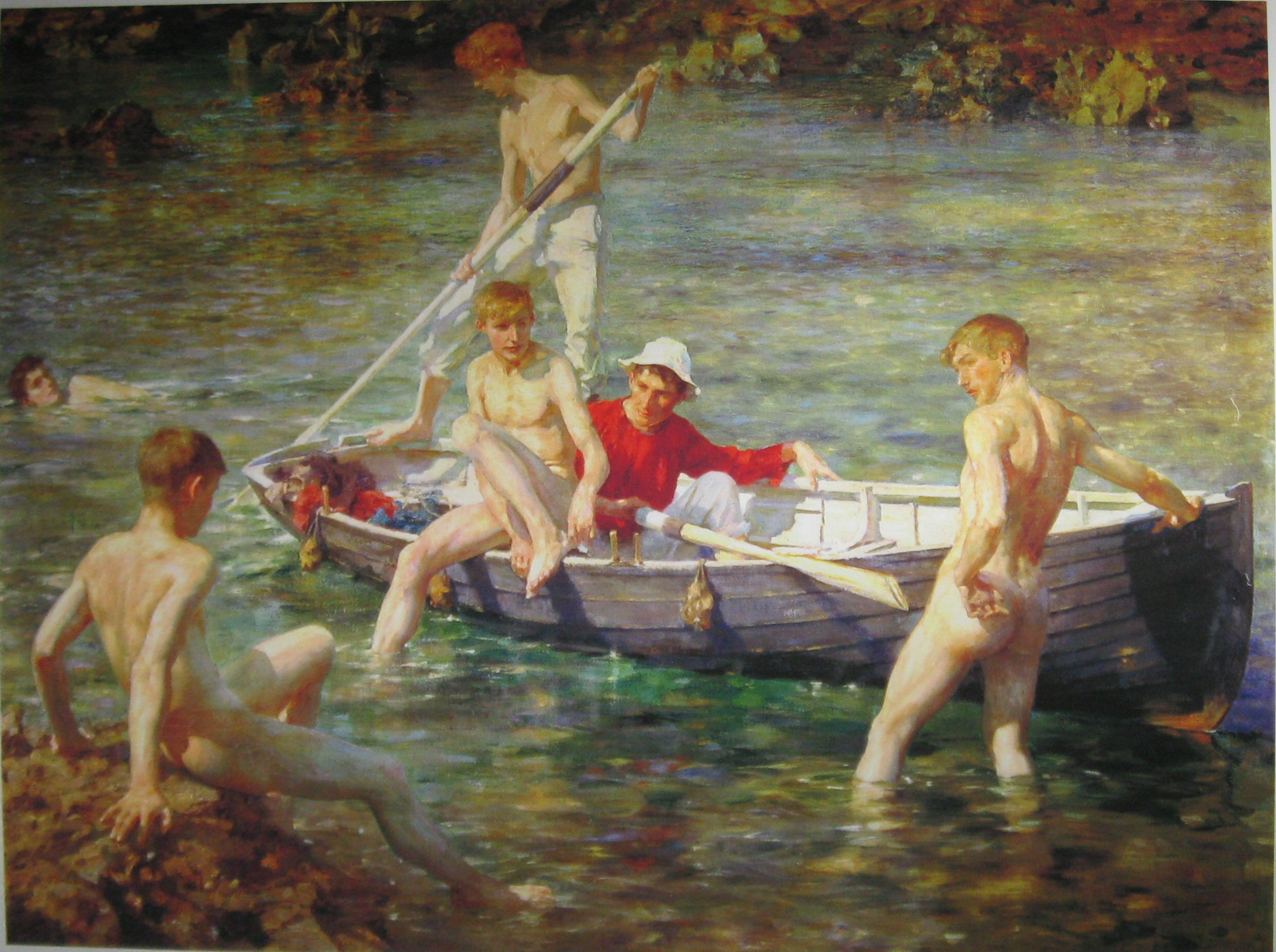
ルビー、金、そして孔雀石(1902)、 ギルドホール・アート・ギャラリー蔵
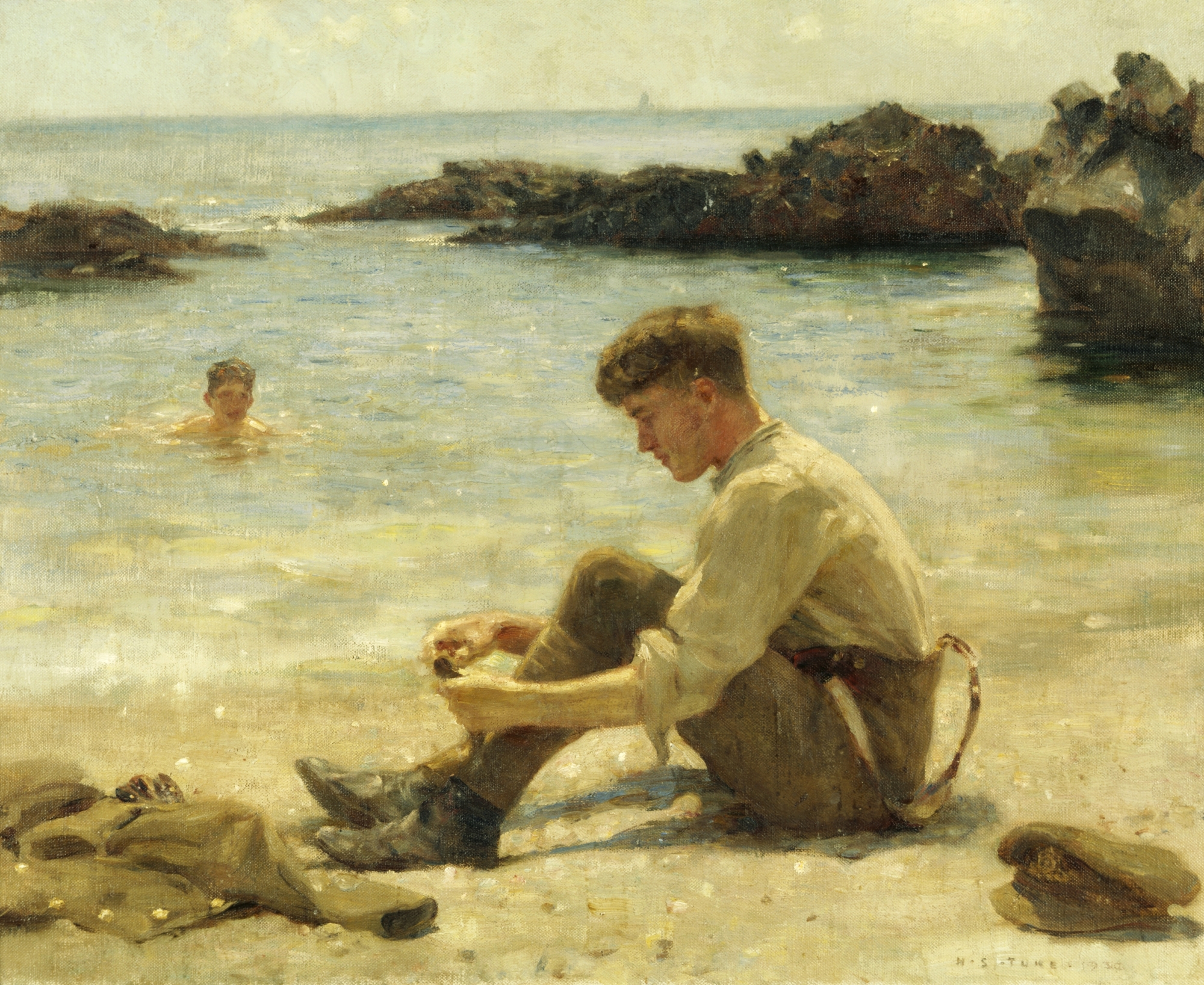
士官候補生時代のトーマス・エドワード・ロレンス(1921/1922)

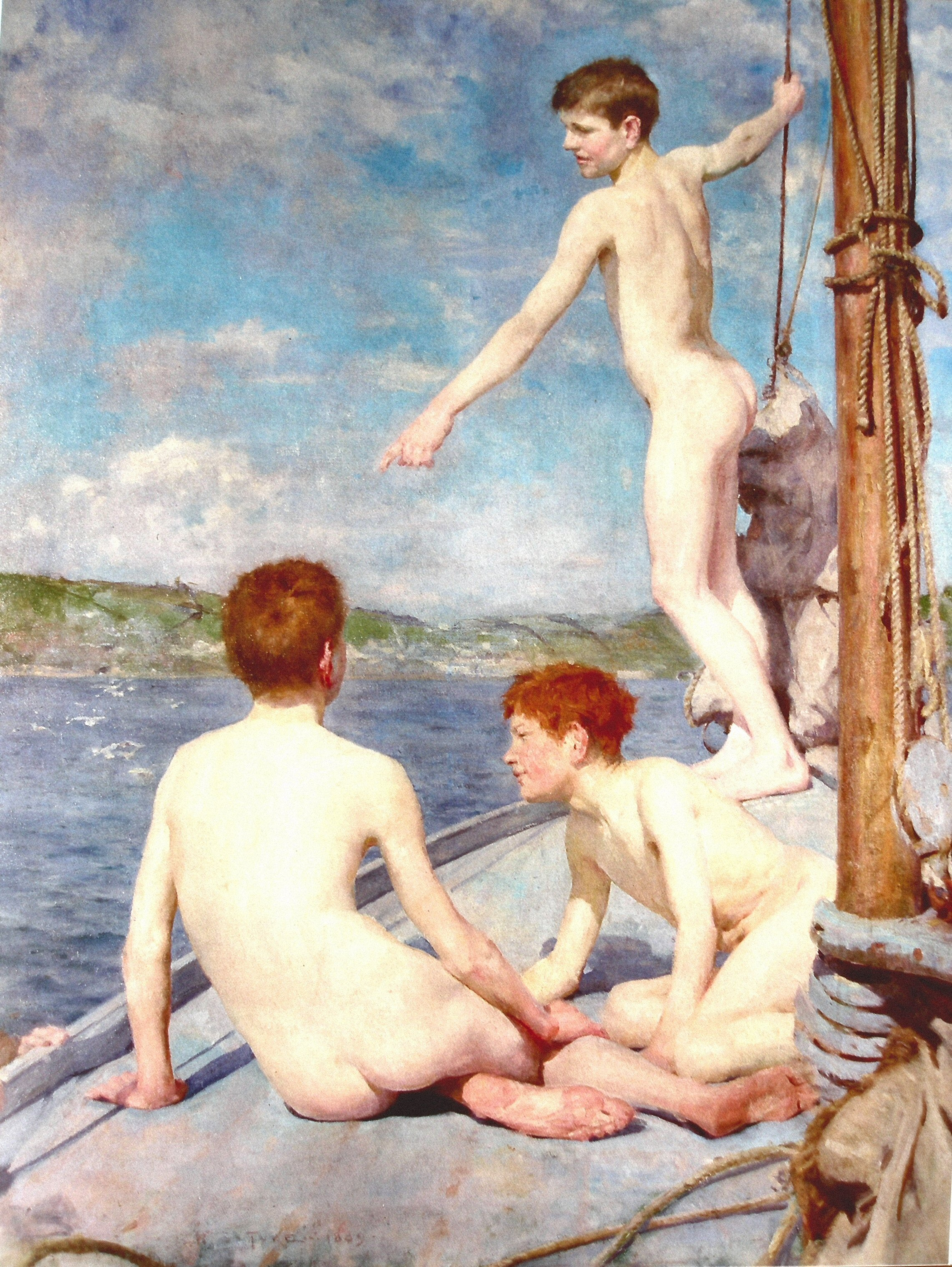
"The Bathers"(1889)
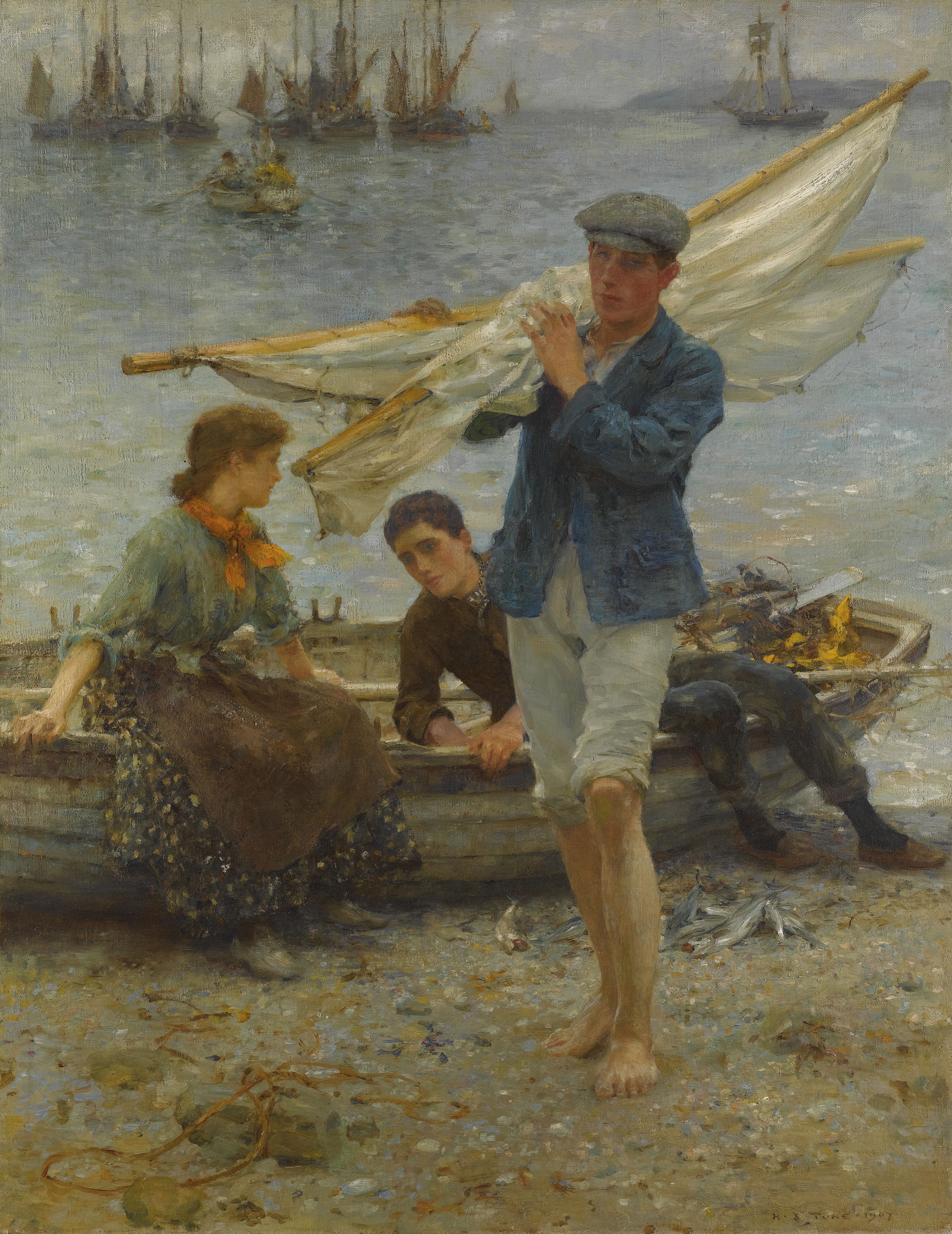
漁からの帰還(1907)
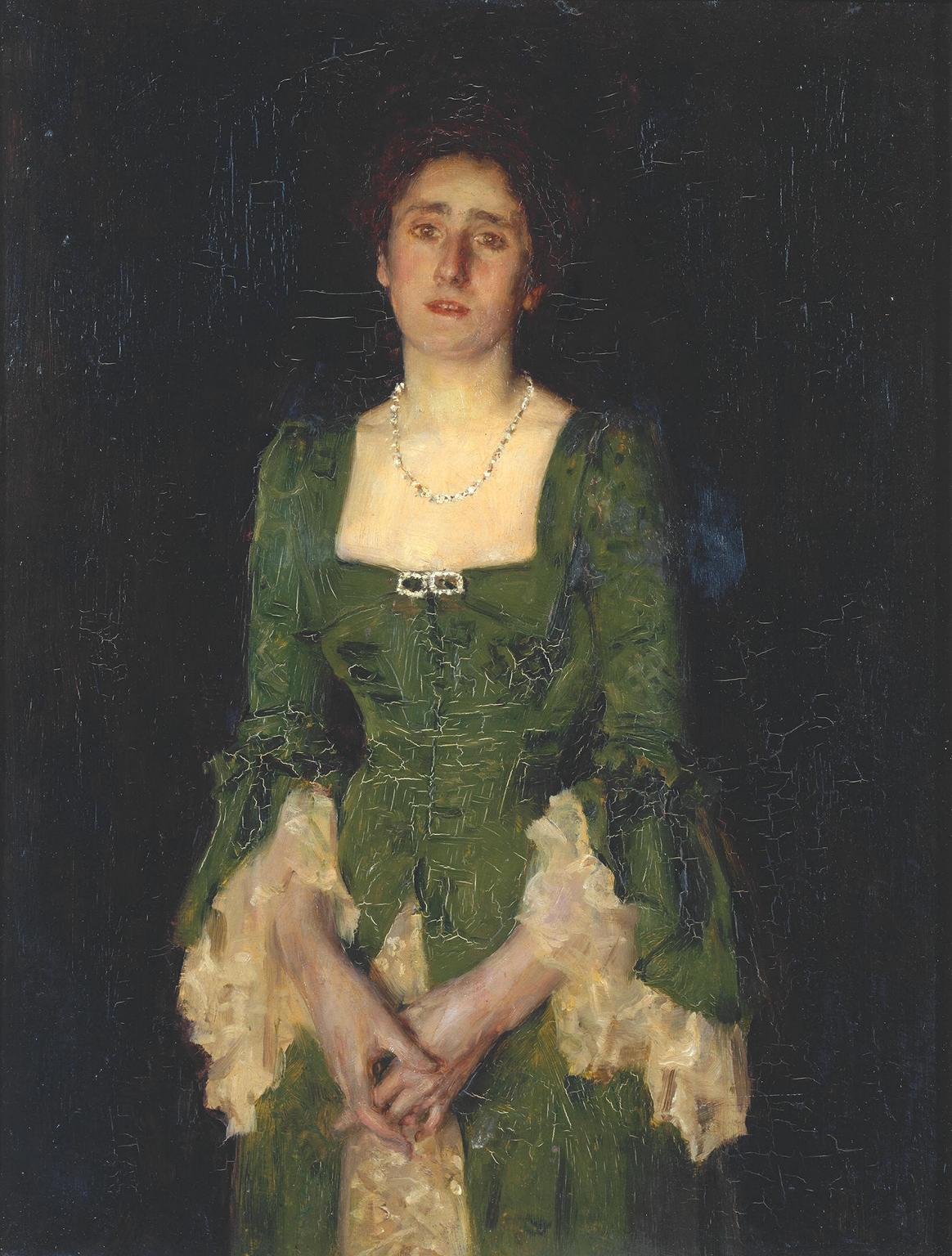
肖像画 (1892)
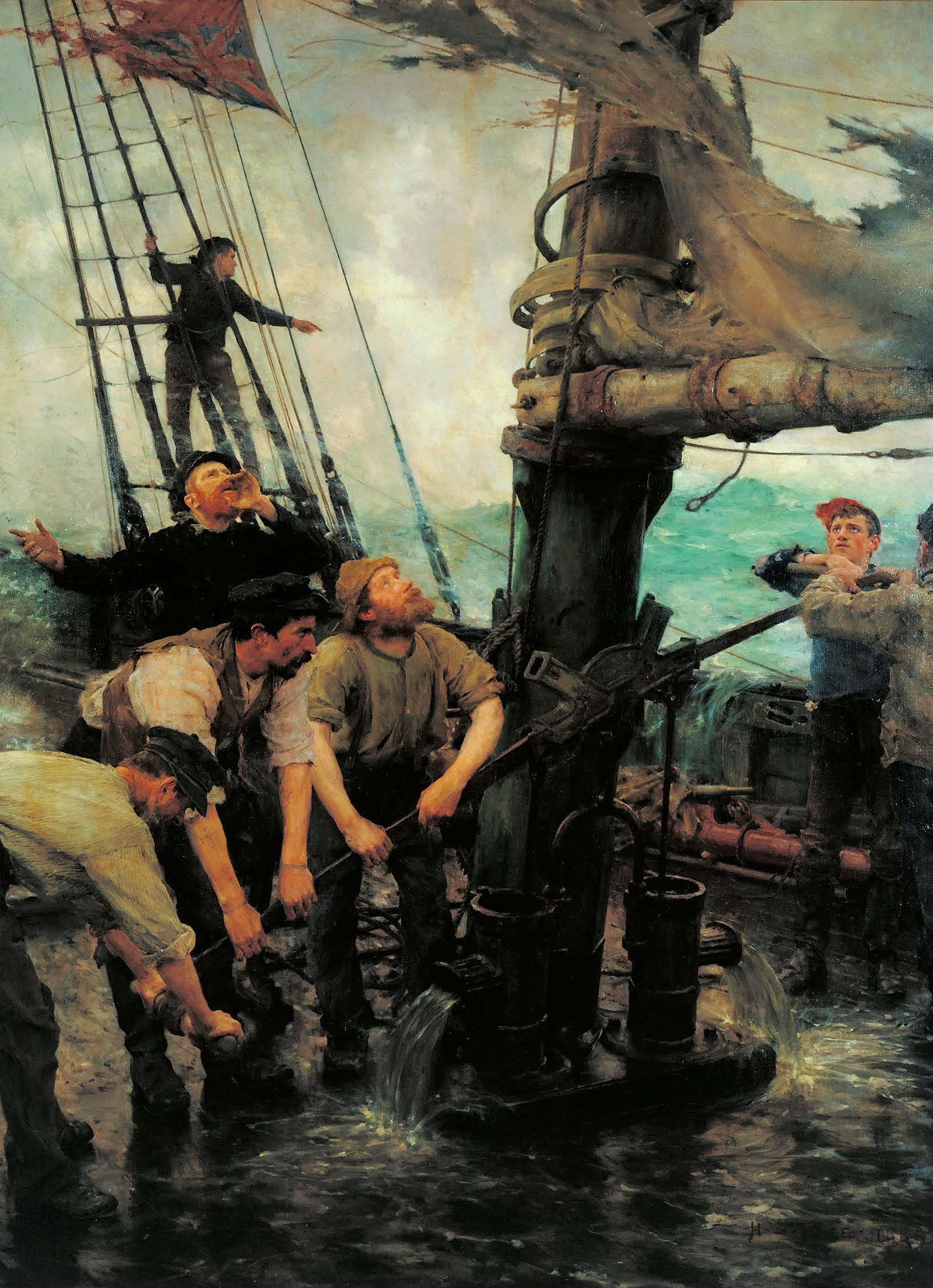
"All Hands to the Pumps"(1888)